# Потлоджень
Потлоджень, Потлоджені (рум. Potlogeni) — село у повіті Олт в Румунії. Входить до складу комуни Тіа-Маре.
Село розташоване на відстані 132 км на південний захід від Бухареста, 64 км на південь від Слатіни, 81 км на південний схід від Крайови.

## Населення
За даними перепису населення 2002 року у селі проживали 1756 осіб, усі — румуни. Усі жителі села рідною мовою назвали румунську.